# Stefan Spirovski
Stefan Spirovski (Bitola, 23 de agosto de 1990) es un futbolista macedonio que juega de centrocampista en el F. C. Struga de la Primera División de Macedonia del Norte.

## Selección nacional
Es internacional con la selección de fútbol de Macedonia del Norte. Jugó con las selecciones sub-17, sub-19 y sub-21 antes de convertirse en internacional absoluto en 2011, en un partido amistoso frente a la selección de fútbol de Azerbaiyán.
Su primer gol con la selección lo marcó el 28 de marzo de 2017 en un amistoso frente a la selección de fútbol de Bielorrusia.

## Clubes
| Club                      | País                | Año       |
| ------------------------- | ------------------- | --------- |
| F. K. Pelister            | Macedonia del Norte | 2007-2009 |
| F. K. Borac Čačak         | Serbia              | 2009-2013 |
| F. K. Rabotnički (cedido) | Macedonia del Norte | 2012      |
| PFC Beroe Stara Zagora    | Bulgaria            | 2014      |
| F. K. Vardar              | Macedonia del Norte | 2015-2017 |
| Ferencváros T. C.         | Hungría             | 2017-2019 |
| Hapoel Tel Aviv F. C.     | Israel              | 2019-2020 |
| AEK Larnaca               | Chipre              | 2020-2021 |
| F. C. Mariupol            | Ucrania             | 2021-2022 |
| MTK Budapest F. C.        | Hungría             | 2022      |
| F. C. Pyunik              | Armenia             | 2022-2023 |
| Ethnikos Achna            | Chipre              | 2023-2024 |
| F. C. Struga              | Macedonia del Norte | 2024-     |

## Palmarés

### Títulos nacionales
| Título                        | Club              | País                | Año  |
| ----------------------------- | ----------------- | ------------------- | ---- |
| Primera División de Macedonia | F. K. Vardar      | Macedonia del Norte | 2015 |
| Primera División de Macedonia | F. K. Vardar      | Macedonia del Norte | 2016 |
| Primera División de Macedonia | F. K. Vardar      | Macedonia del Norte | 2017 |
| Nemzeti Bajnokság I           | Ferencváros T. C. | Hungría             | 2019 |